# Willy Andrek
Georg Willy Karl Andrek (* 11. Januar 1888 in Neuruppin; † 3. März 1942 in Berlin) war ein deutscher Kommunist und Antifaschist, der von der Gestapo ermordet wurde.
Der Revolverdreher Willy Andrek trat 1907 in die SPD ein, wechselte dann zur USPD und schloss sich bei ihrer Gründung der KPD an. Neben Albert Kayser, Franz Mett und Otto Schmirgal gehörte er als Betriebsratsmitglied zu den Arbeiterfunktionären bei der BVG, was ihm Maßregelungen eintrug.
Er schloss sich der Widerstandsgruppe um Robert Uhrig an und wurde zu Beginn der Massenverhaftungen am 4. Februar 1942 von der Gestapo verhaftet. Am 3. März 1942 wurde er im Gefängnis des Berliner Polizeipräsidiums am Alexanderplatz ermordet.